# شیرآباد (خراسان شمالی)

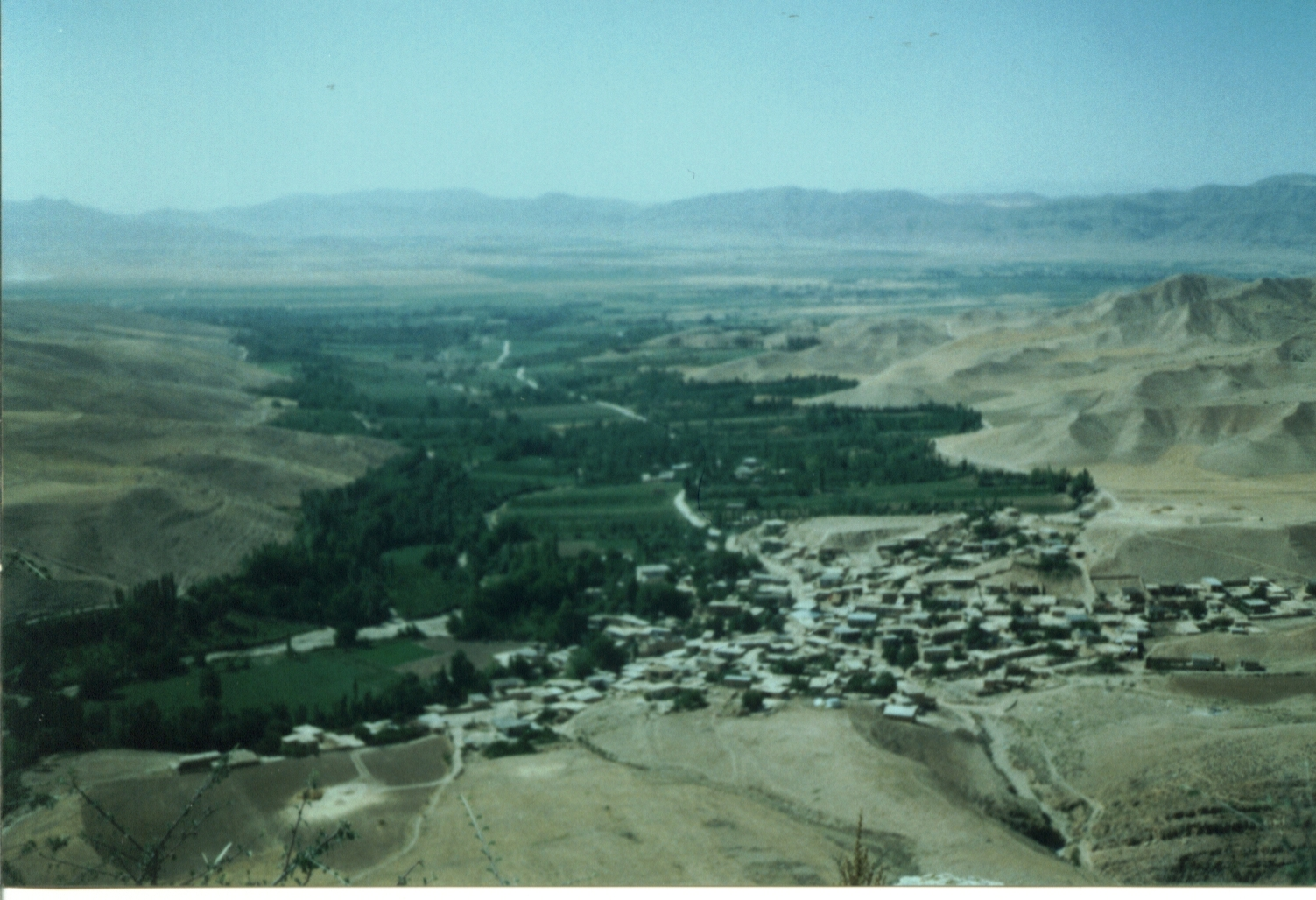
نمای کامل روستای شیرآباد

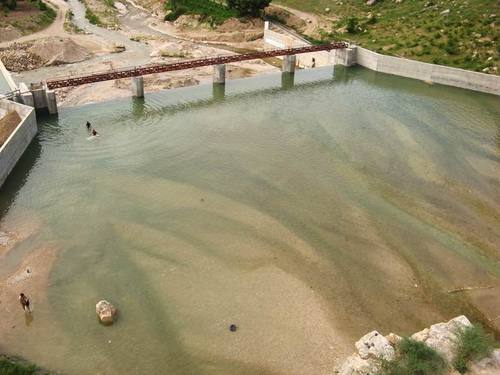
آب بند رودخانه شرآباد

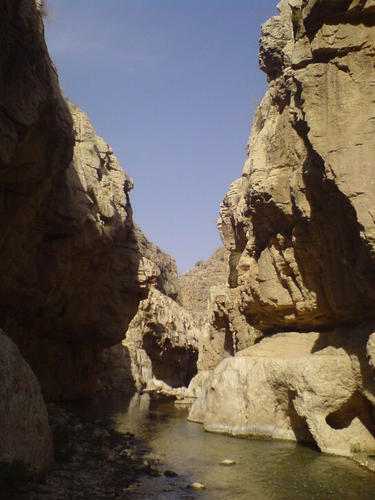
دره رودخانه شیرآباد

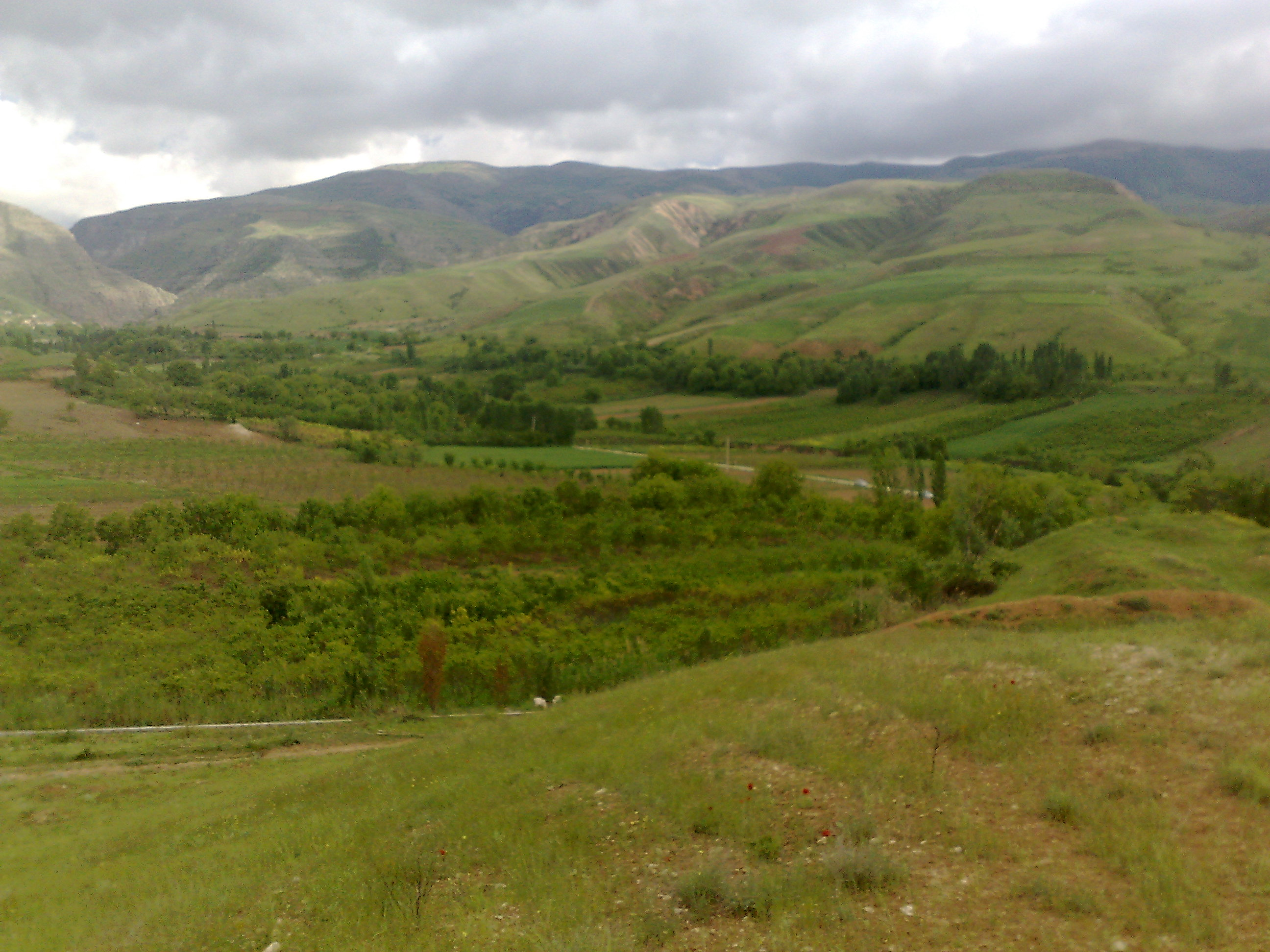
دشت سرسبز شیرآباد

روستای شیرآباد یکی از روستاهای تفریحی - گردشگری بسیار زیبا اما گمنام در استان خراسان شمالی از توابع شهرستان مانه و سملقان و در ۵ کیلومتری شهر آشخانه است که در مسیر جاده اصلی گرگان به بجنورد و مشهد قرار دارد. شیرآباد در دهانه دره رود شیرآباد واقع شده است ، که از سه طرف به کوههای اطراف و از طرف غربی به دشت آشخانه منتهی شده است. در گذشته این روستا با نام زو سفلی (در مقابل زو علیا روستایی در بالاسر شیرآباد) یاد می شد ، که بنا به روایتی بدلیل فوت فرزند جوان خان آن زمان  روستا بنام شیرالله تغییر نام داده می شود.
اکثر ساکنین روستای شیرآباد نوادگان مهاجر کرمانج های روستای شکرانلو از توابع شهر شیروان می باشند ، که تقریبا قبل از سال 1300 خورشیدی به دشت سملقان مهاجرت گروهی کردند.
شکرانلو دارای ۴۳ خانوار و ۲۲۰ نفر جمعیت است ، که به زبان کردی کرمانجی تکلم می‌کنند و جزء دهستان سیوکانلو شیروان می‌باشد. شکرانلوها یکی از عشیره‌های مهم و اصیل ایل سیفکانلو هستند ، که ازکردستان ترکیه به ناحیهٔ شمالی خراسان مهاجرت کرده‌اند. امین زکی می‌نویسد: محل اولیهٔ عشیرهٔ شکرانلو را در کردستان ترکیه و ناحیهٔ مُش (mosh) ذکر کرده‌اند.

## جمعیت
بر اساس سرشماری سال ۱۳۹۰ کل کشور، این روستا دارای ۲۶۱ خانوار است و جمعیت آن نیز  ۹۴۴ نفر است که ۴۷۱ نفر آن مرد و ۴۷۳ نفر نیز زن هستند. شغل اصلی ساکنان آن کشاورزی، باغداری و دامپروری است. عمده محصولات کشاورزی آن عبارت است از پیاز، گوجه فرنگی و... و عمده محصولات باغی آن نیز گیلاس، هلو و شلیل می‌باشد.

## اعضای شورای اسلامی روستا
- حسین روحانی حسن‌قربانی
- حسن یزدانی